# 田中友道
田中 友道（たなか ともみち、1894年（明治27年）8月16日 - 1965年（昭和40年）11月13日）は、日本の陸軍軍人。陸士27期、陸大36期。最終階級は陸軍中将。

## 略歴
山口県佐波郡西浦村（現防府市西浦）で田中三蔵の二男として生まれる。1913年、陸軍士官学校に入学。兵科は工兵であった。1915年（大正4年）卒業し、工兵第6大隊附となる。1921年、陸軍大学校に入校。卒業後は工兵第11大隊中隊長となったが、1926年、航空兵科に転属。その後は軍中心部や教育部門での役職に就いたが、日中戦争勃発後の1938年（昭和13年）、実戦部隊である重爆の飛行第60戦隊長に任ぜられ、中国大陸を転戦。続く太平洋戦争では第7飛行団長時代はビルマを転戦した。その後内地に帰還し、水戸教導航空通信師団長として終戦を迎える。

## 年譜
- 1915年（大正4年）
  - 5月25日 - 陸軍士官学校卒業（27期）
  - 12月25日 - 工兵少尉、工兵第6大隊附[2]
- 1918年（大正7年） - 陸軍砲工学校卒業
- 1919年（大正8年）4月15日 - 工兵中尉[3]
- 1921年（大正10年）12月14日 - 陸軍大学校入校
- 1924年（大正13年）
  - 3月15日 - 工兵大尉[3]
  - 11月29日 - 陸軍大学校卒業（36期）
- 1924年（大正13年） - 工兵第11大隊中隊長[3]
- 1926年（大正15年）7月28日 - 航空兵大尉、飛行第2連隊附　[4]
- 1927年（昭和2年）3月15日 - 第12師団参謀 [5]
- 1930年（昭和5年）8月1日 - 航空兵少佐
- 1934年（昭和9年）4月16日 - 陸軍航空本部附兼陸軍省軍務局課員　[6]
- 1935年（昭和10年）8月1日 - 航空兵中佐
- 1936年（昭和11年）8月1日 - 浜松陸軍飛行学校教官兼同校研究部部員 [7]
- 1937年昭和12年12月1日 - 航空兵団参謀
- 1938年（昭和13年）
  - 3月1日 - 航空兵大佐
  - 12月10日 - 飛行第60戦隊長
- 1940年（昭和15年）3月9日 - 白城子陸軍飛行学校幹事
- 1941年（昭和16年）8月25日 - 陸軍少将
- 1942年（昭和17年）12月22日 - 第7飛行団長
- 1944年（昭和19年）
  - 1月10日 - 陸軍航空輸送部長
  - 8月8日 - 陸軍航空通信学校長
- 1945年（昭和20年）
  - 4月30日 - 陸軍中将
  - 5月3日 - 水戸教導航空通信師団長
  - 12月 - 予備役
- 1947年（昭和22年）11月28日 - 公職追放[8]

## 人物
豪胆な性格で知られた反面、名誉欲や自己顕示欲の強い人物で、攻撃命令に要望戦果を付け加えたり、指揮官としては問題のある人物であった。　また、典型的な精神論者で、第7飛行団の検閲訓練の際講評にて搭乗員に対し「時至らば敢闘玉砕すべし。自己及び部下を酷使すべし。文句を言うな」といった趣旨のことを述べたという。こうした彼の態度に対し、飛行第64戦隊の中村三郎中尉は自身の日記にて「世は飛行団長のため働くに非ず、陛下のお為、皇国の為一身に進み行く」「閣下は馬鹿なり、馬鹿なり、浮薄なり。敢えて言う。予は彼を軽蔑す。」と怒りをあらわにしている。
なお、彼が最後に師団長を務めた水戸教導航空通信師団はポツダム宣言受託後の8月17日にクーデターを起こしている。

## 親族
- 兄 田中聖道（陸軍少将、戦死）[1]